# سروکاج تاسمانی
سروکاج تاسمانی (نام علمی: Callitris oblonga) نام یک گونه از سرده سروکاج‌ها است.